# 枚肄
枚肄（越南语：／，1880年—1928年），成泰十八年（1906年）丙午科承天场举人。

## 生平
1880年（一說1884年），枚肄出生于廣南省延福縣農山社（今屬廣南省奠磐市社延福社），父親是秀才，曾參與阮惟斆領導的廣南義會，母親黃氏是會安明鄉社人。
成泰十八年（1906年），枚肄在承天場考中丙午科舉人。
1928年，枚肄在順化逝世，葬於御屏山，1989年移葬家鄉。其墓於2005年被列爲省级历史遗迹。

## 紀念
峴港市海洲郡和强南坊一條道路以他的名字命名。